# Maria Alba Pijuan i Vallverdú
Maria Alba Pijuan i Vallverdú (Tàrrega, Urgell, 23 de març de 1975), és una política catalana. Actualment exerceix com a alcaldessa de Tàrrega
Pijuan milità a ERC del 2007 al 2011. L'any 2019 es presentà als comicis municipals de Tàrrega com a independent, en segona posició, en la llista d'ERC-MES-AM, esdevenint regidora electa. Finalment es designada candidata a l'alcaldia per la seva formació i es investida com alcadessa el 15 de juny de 2019 amb 10 vots a favor, 7 en contra i zero abstencions.